# Большая Чернава (село)
Больша́я Черна́ва — село Краснозоренского района Орловской области в составе Россошенского сельского поселения. На 2018 год в Большой Чернаве числится 4 улицы: Алтунинка, Центральная, Школьная, Яровка.

## Население
| 2002 | 2010 |
| ---- | ---- |
| 406  | ↘306 |

## География
Расположено на реке Большая Чернава, примерно в 9 километрах к югу от райцентра, высота центра селения над уровнем моря — 222 м.

## История
В 1963 году деревни Александровка, Добрая Поляна, Лески, Болшая Чернава и Полубольшая Чернава объединены в одно село Большая Чернава.
1 сентября 2018 года в селе установлен памятник 183 войнам — уроженцам Большой Чернавы, погибшим во время Великой Отечественной войны.
В селе сохранилось здание православной церкви Георгия Победоносца. Построена по утверждённому в 1866 году проекту епархиального архитектора Лутохина в стиле позднего классицизма. В 1930-х годах церковь была закрыта и перестроена: надстроен второй этаж, снесены купол и колокольня. В настоящее время в бывшем здании церкви располагается школа.